# Monnaie autrichienne

Logo de la Münze Österreich.

La Monnaie autrichienne (en allemand : Münze Österreich) est la fabrique de monnaie nationale de l'Autriche.
Elle possède une histoire de plus de 800 ans. Cependant, c'est en 1989 que cette institution est devenue une compagnie publique de la Oesterreichische Nationalbank (Banque nationale autrichienne).